# Marc Caro
Marc Caro, född 2 april 1956 i Nantes, är en fransk filmregissör och serieskapare. Han är kanske främst känd för sina filmer han skapat tillsammans med Jean-Pierre Jeunet. De träffades vid filmfestivalen Annecys internationella festival för animerad film år 1974. Som serietecknare finns Caro med bland annat i tidningen Métal Hurlant.

## Filmografi (i urval)
- 1981 – Le Bunker de la dernière rafale (kortfilm, regi ihop med Jean-Pierre Jeunet)
- 1991 – Delikatessen (regi ihop med Jean-Pierre Jeunet)
- 1995 – De förlorade barnens stad (regi ihop med Jean-Pierre Jeunet)
- 2007 – Dobermann (roll)
- 2008 – Dante 01 (regi)